# Lazika
Lazika (in georgiano ლაზიკა?) era una città di fondazione in Georgia che sarebbe dovuta sorgere nella parte occidentale del paese, sulle coste del Mar Nero. Il progetto venne proposto nel 2011 dall'allora presidente della Georgia Mikheil Saak'ashvili, ma venne abbandonato nel 2012, dopo il cambio di governo nel paese.

## La città proposta
Il presidente Mikheil Saak'ashvili annunciò il progetto di un nuovo insediamento urbano il 4 dicembre 2011, durante una visita a Zugdidi capoluogo del Samegrelo-Zemo Svaneti, regione della Georgia occidentale. Nei programmi del governo, la nuova città sarebbe dovuta diventata la seconda più grande del paese dopo la capitale Tbilisi. Il nome "Lazika" era un riferimento alla denominazione greco-romana della regione, parte dell'antica Colchide. Secondo quanto dichiarato da Saak'ashvili, i lavori di costruzione sarebbero dovuti iniziare nel 2012 e il governo della Georgia aveva già ingaggiato delle trattative con grandi gruppi di investimento in Asia e in Europa. Diversi politici e commentatori espressero il loro scetticismo sul progetto. Le voci critiche indicavano, in particolare, il potenziale rischio per la flora e la fauna del parco nazionale di Kolkheti, situato nei pressi del sito dove sarebbe dovuta sorgere la città.
Lazika avrebbe dovuto avere uno statuto legale speciale. A tale riguardo, il 29 giugno 2012 il parlamento della Georgia adottò un emendamento costituzionale che avrebbe concesso ai legislatori di adottare leggi sullo status futuro di Lazika.
Il 24 settembre 2012 Saak'ashvili inaugurò il primo edificio della nuova città, la sede dell'amministrazione comunale. Tuttavia, il 1º ottobre 2012, il partito di Saak'ashvili venne sconfitto alle elezioni parlamentari dall'alleanza multipartitica Sogno Georgiano e il nuovo primo ministro, Bidzina Ivanishvili, dichiarò che la costruzione di Lazika non era realizzabile.
Da allora il progetto è stato abbandonato, ma l'attuale governo della Georgia pianifica di costruire un nuovo porto ad Anaklia, nelle vicinanze del sito dove sarebbe dovuta sorgere Lazika.